# Turun Pyrkivä
Turun Pyrkivä – fiński klub piłkarski z siedzibą w mieście Turku.

## Osiągnięcia
- Mistrz Finlandii: 1954

## Historia
Klub założony został w 1906 roku. W 1952 roku klub debiutował w najwyższej lidze mistrzostw, a w 1979 po raz ostatni zagrał w niej, po czym spadł do drugiej ligi.